# Gare d'Hargicourt - Pierrepont
La gare d'Hargicourt - Pierrepont est une gare ferroviaire française de la ligne d'Ormoy-Villers à Boves, située sur la commune de Trois-Rivières dans la commune délégué d'Hargicourt, à proximité de Pierrepont-sur-Avre, dans le département de la Somme, en région Hauts-de-France. 
C'est une halte voyageurs de la Société nationale des chemins de fer français (SNCF) desservie par des trains TER Hauts-de-France.

## Situation ferroviaire
Établie à 45 m d'altitude, la gare d'Hargicourt - Pierrepont est située au point kilométrique (PK) 124,635 de la ligne d'Ormoy-Villers à Boves, entre les gares ouvertes de Montdidier et de Moreuil.

## Histoire

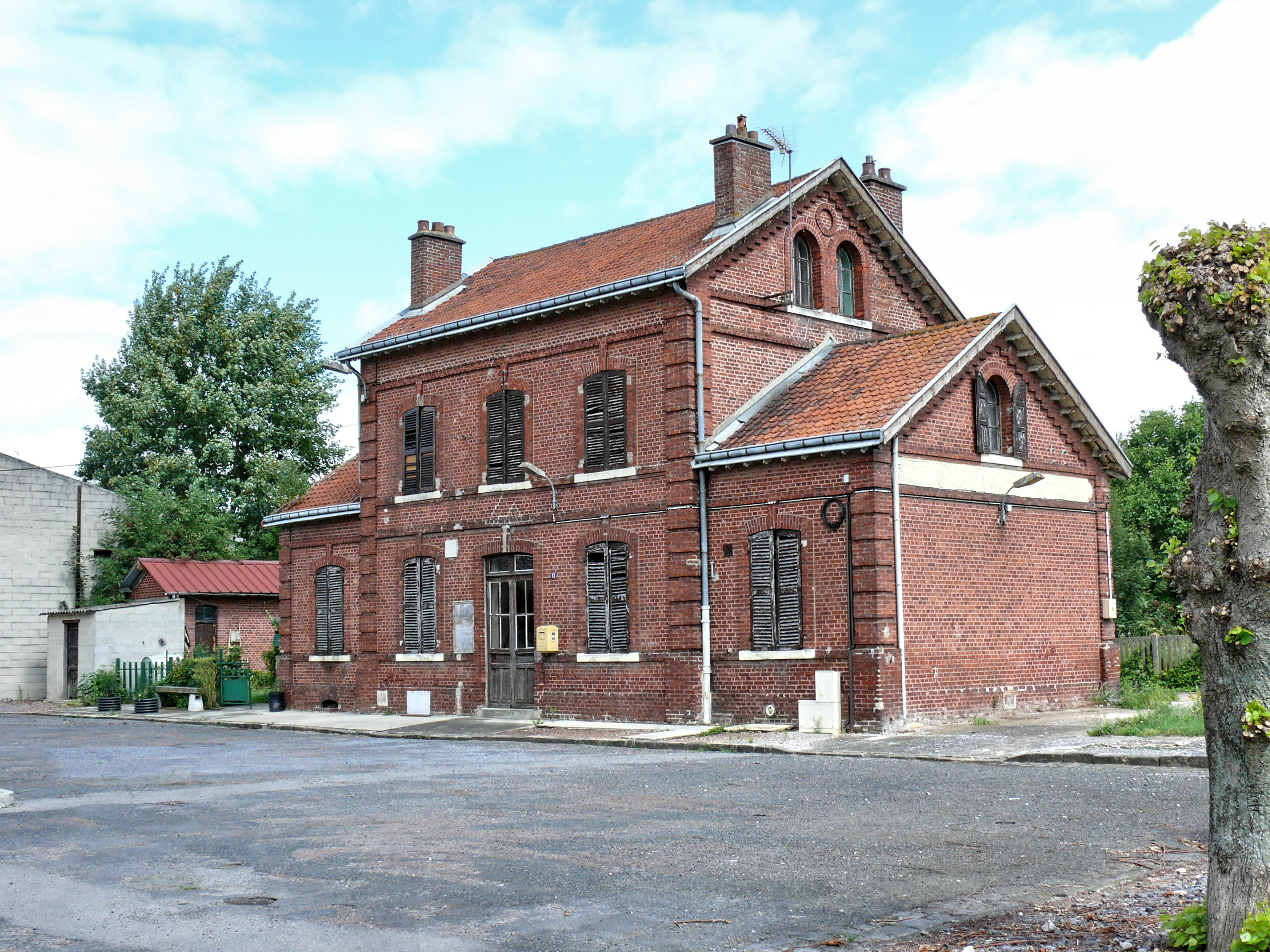
L'ancien bâtiment voyageurs désaffecté.

En 2003, lors des travaux d'amélioration et de mise en accessibilité aux personnes handicapées réalisés dans le cadre du chantier de modernisation de la relation d'Amiens à Compiègne la halte a été déplacée de 200 mètres au sud de l'ancien bâtiment voyageur, qui est désaffecté. Ces travaux ont été financés dans le cadre du 12e contrat de plan État-région.

## Service des voyageurs

### Accueil
Halte SNCF, c'est un point d'arrêt non géré (PANG) à entrée libre.

### Desserte
Hargicourt - Pierrepont est desservie par des trains TER Hauts-de-France qui effectuent des missions entre les gares Amiens et de Compiègne. En 2009, la fréquentation de la gare était de 92 voyageurs par jour.

### Intermodalité
Le stationnement des véhicules est possible à proximité de l'ancien bâtiment voyageurs.
Il y a aussi un abri à vélos situé à 50 m de la halte.